# برزنیتسه (ناحیه پریبرام)
برزنیتسه (به چکی: Březnice) یک منطقهٔ مسکونی و شهرستان دارای شهرک سابقاً روستا در جمهوری چک است که در ناحیه پریبرام واقع شده‌است. برزنیتسه ۳٬۶۴۷ نفر جمعیت دارد.

## خواهرخوانده
شهر لیندو (مارک) خواهرخواندهٔ برزنیتسه (ناحیه پریبرام) هست.